# Чемпионат мира по стендовой стрельбе и стрельбе по движущейся мишени 1973
Чемпионат мира по стендовой стрельбе и стрельбе по движущейся мишени прошёл в 1973 году в Мельбурне (Австралия).

## Общий медальный зачёт
| Место | Страна         | Золото | Серебро | Бронза | Всего |
| ----- | -------------- | ------ | ------- | ------ | ----- |
| 1     | СССР           | 8      | 3       | 0      | 11    |
| 2     | Швеция         | 0      | 3       | 0      | 3     |
| 3     | США            | 0      | 2       | 2      | 4     |
| 4-5   | Великобритания | 0      | 0       | 2      | 2     |
| 4-5   | Колумбия       | 0      | 0       | 2      | 2     |
| 6-7   | Австралия      | 0      | 0       | 1      | 1     |
| 6-7   | Италия         | 0      | 0       | 1      | 1     |

## Мужчины
| Дисциплина                      | Золото                     | Золото | Серебро             | Серебро | Бронза                        | Бронза |
| ------------------------------- | -------------------------- | ------ | ------------------- | ------- | ----------------------------- | ------ |
| Трап                            | Александр Андрошкин (СССР) | 196    | Чарльз Боуи (США)   | 195     | Эннио Маттарелли (Италия)     | 193    |
| Командные соревнования по трапу | СССР                       | 575    | США                 | 574     | Австралия                     | 569    |
| Скит                            | Владимир Андреев (СССР)    | 196    | Юрий Цуранов (СССР) | 194     | Дэвид Сибрук (Великобритания) | 194    |
| Командные соревнования по скиту | СССР                       | 580    | Швеция              | 569     | Великобритания                | 569    |

### Стрельба по подвижной мишени
| Дисциплина                                                                 | Золото                   | Золото | Серебро                  | Серебро | Бронза                         | Бронза |
| -------------------------------------------------------------------------- | ------------------------ | ------ | ------------------------ | ------- | ------------------------------ | ------ |
| 50 м                                                                       | Александр Кедяров (СССР) | 567    | Валерий Постоянов (СССР) | 567     | Хельмут Беллингродт (Колумбия) | 566    |
| 50 м (команды)                                                             | СССР                     | 1496   | Швеция                   | 1458    | США                            | 1450   |
| Стрельба по мишени, движущейся с переменной скоростью, 50 метров           | Валерий Постоянов (СССР) | 383    | Александр Кедяров (СССР) | 382     | Хельмут Беллингродт (Колумбия) | 378    |
| Стрельба по мишени, движущейся с переменной скоростью, 50 метров (команды) | СССР                     | 1512   | Швеция                   | 1476    | США                            | 1443   |